# Пішак рудоволий
Пішак рудоволий (Cinclosoma castaneothorax) — вид горобцеподібних птахів родини Cinclosomatidae.

## Поширення
Ендемік Австралії. Поширений на сході країни у Квінсленді та Новому Південному Уельсі. Живе у напівпосушливих скелястих районах з розрідженим кущистим покривом з домінуванням Acacia aneura.

## Опис
Птах завдовжки 21–25 см, вагою 55–75 г. Це масивні на вигляд птахи, з подовженою головою з конічним і загостреним дзьобом, закругленими тілом і крилами, середньої довжини квадратним хвостом і міцними ногами.
Голова і шия попелясто-сірі. Лоб і брови білі. Також білого кольору вуси, що йдуть від дзьоба до боків шиї. У самців лицьова маска та горло чорні, у самиць — коричневі. Груди, стегна, надхвістя і хвіст коричнево-помаранчеві. Спина та крила темно-коричневі. Нижня частина грудей і черево білі, відокремлені від верхньої частини грудей чорною смугою у формі півмісяця. Дзьоб і ноги чорнуваті, а очі темно-карі.

## Спосіб життя
Наземні птахи, які досить погано літають, воліючи в разі небезпеки припадати до землі або тікати. Активний вдень. Трапляється поодинці або парами, рідше невеликими зграйками. Поживу шукає серед каміння або біля основи трав і кущів. Живиться комахами, рідше насінням та ягодами.
Сезон розмноження триває з січня по жовтень. Моногамні птахи. Гніздо будується на землі в основі куща лише самицею. У кладці 2-3 яйця. Інкубація триває близько двадцяти днів. Піклуються про пташенят обидва батьки. Пташенята стають незалежними приблизно через два місяці після вилуплення.